# Dan Tsalka

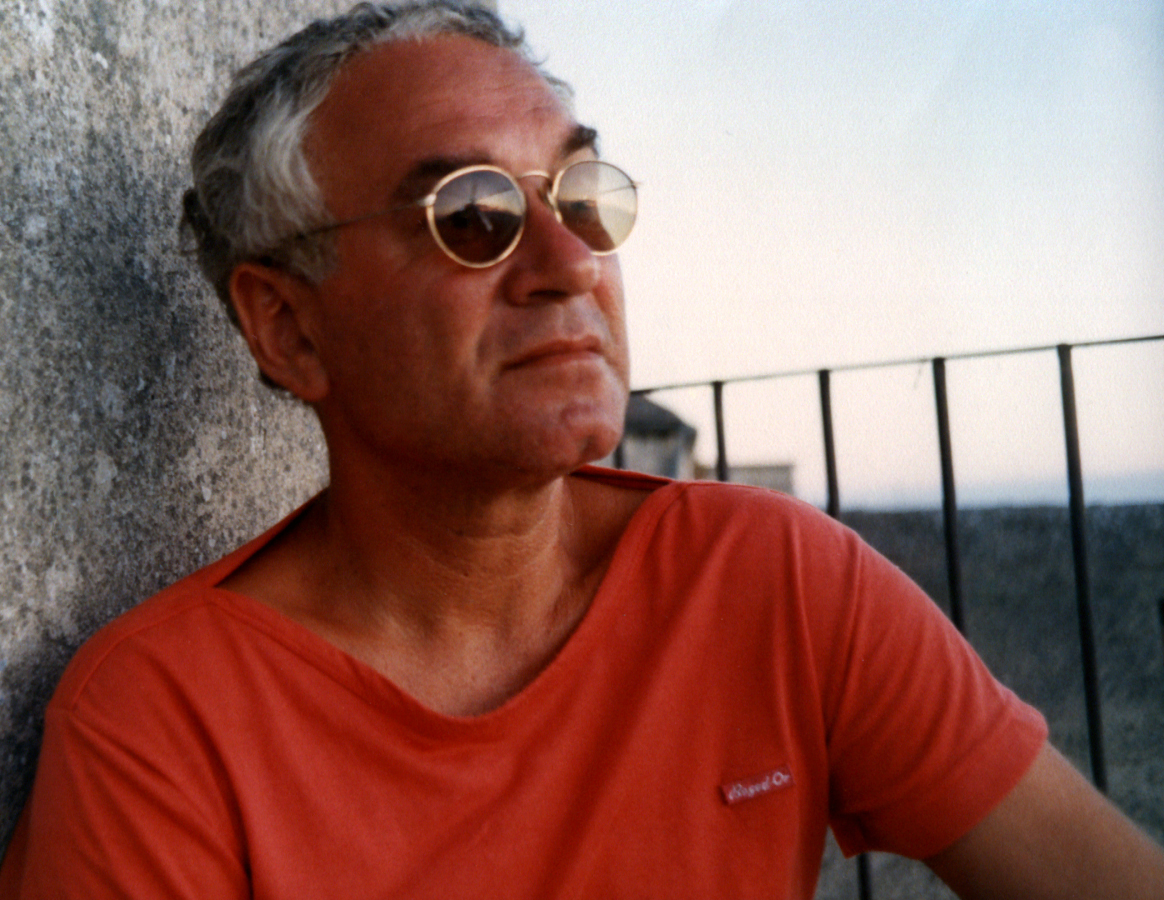
Dan Tsalka

Dan Tsalka (* 19. März 1936 in Warschau; † 15. Juni 2005 in Tel Aviv) war ein mehrfach mit Preisen ausgezeichneter, international angesehener israelischer Schriftsteller, Romancier und Kritiker.

## Leben
Im Zweiten Weltkrieg floh seine Familie in die Sowjetunion, wo sie in Sibirien und Kasachstan lebten. Am Ende des Krieges, als er zehn Jahre alt war, kehrte er mit seiner Familie nach Polen zurück, und siedelte sich in Breslau (Wrocław) an. Er studierte Geisteswissenschaften in der Universität Breslau, engagierte sich im Box-Sport, einer Tätigkeit, die später in seinem Roman „Handschuhe“ auftaucht.
Im Jahre 1957 emigrierte er nach Israel in der "Gomułka Alija". Er änderte seinen Namen von Mietek zu Dan. Diesen Namen empfahl seine Schwester während ihres Aufenthalts in einem Transit-Camp (maabara) in Yavne. Nach dem Studium der hebräischen Sprache im Kibbuz Chazor Aschdod, diente er bei den Israelischen Verteidigungsstreitkräften. Nach seiner Entlassung aus der Armee studierte er Philosophie und Geschichte an der Universität Tel Aviv. Er setzte seine Studien in Frankreich, in den Niederlanden, dem Vereinigten Königreich und Italien fort.
Im Jahr 1967 veröffentlichte er seinen ersten Roman „Dr. Barkel“. Er war der Herausgeber von Masa, die Literary Supplement der Zeitung Lemerkhav, zudem als literarischer Übersetzer aus vielen Sprachen ins Hebräische tätig.
Im Jahr 2000 machte er eine Reise nach Marokko mit einem Freund, die er in seinem Buch „Marokko: Reisenotizen.“ Beschreibt.
Tsalka erhielt zahlreiche Literaturpreise: den Brenner-Preis (1976), den Hayetzira-Preis (1972, 1991, 1997), den Alterman-Preis für den Roman A Thousand Hearts (1992), den ACUM Prize for Clouds and Loose Pages Bound (1994), Die ACUM-Preis für sein Lebenswerk ausgezeichnet (2000), und der Sapir-Preis für Tsalka-ABC (2004).
Er lebte in Tel Aviv mit seiner Frau Aviva und starb am 15. Juni 2005 im Alter von 69 an Krebs.

## Ins Deutsche übersetzte Werke
- Der Sohn des Abraham. Bleicher Verlag 1999
- Tausend Herzen. Deutsche Verlags-Anstalt (DVA) 1999, dtv 2006
- Im Zeichen des Lotus. DVA 2007

## Porträt
Christoph Grubitz: „(...) Stundenlang unterhielten wir uns im Oktober 1991 auf seinem Balkon in Tel Aviv. Auf Französisch. Dan Tsalka war im Umgang sehr formbewußt und aufmerksam. Und so war er auch als Autor, der über sein Handwerk spricht. Er behelligte mich nicht mit Überzeugungen und Intentionen, sondern erklärte mir konzis seine Arbeitsweise und die Bauform dieses Romans aus dem Motto aus der “Einführung in die Kunst der Renaissance” des israelischen Kunsthistorikers Moshe Barasch, das ihm voransteht. Barasch erklärt dabei die vier distinkte Termini, die die italienische Renaissance bereithält, um vier Stufen des Entwurfs kennt: pensiero, schizzo, studio und disegno. (…)
Tsalka selbst entsprach in seiner psychisch-physischen Konstitution so gar nicht dem Bild des gedankenschweren deutschen poeta doctus, der sich am Schreibtisch verausgabt, um der Kunst Opfer zu bringen, sondern eher dem eines französischen Intellektuellen mit einer Herzensbildung, die die Sonntagsschule verrät. Später habe ich einen Beitrag von ihm übersetzt und erstmals auf Deutsch in der Festschrift zum 70. Geburtstag veröffentlicht. (…)
Wir sprachen natürlich auch über Elazar Benyoëtz und deutsche Aphoristik. Tsalka zeigte sich auch hier erstaunlich informiert, aber genauso wichtig war ihm das Leben seines Freundes zwischen den Sprachen und Ländern. Über den Einsatz Elazars, zumal auf seinen anstrengenden Lesereisen durch Deutschland, meinte er voller Anerkennung: “Er ist ein Held.” Tsalka selbst, so sagte er, habe nicht einmal die Kapazitäten, sich seinem israelischen Publikum in dieser exzessiven Weise auszusetzen.
Aber wie war es bei Tsalka? Hatte er seine eigenen Kapazitäten wie ein Sportler dosiert? Wie auch immer: Für den Freund Elazar setzte er sie ein, als er, der in Israel wohl sehr viel bekanntere Autor, in seiner Rundfunk-Besprechung für das hebräische Buch seines Freunds Elazar geworben hat. Über solchen Themen vergaßen wir die Zeit. Irgendwann kam sie wieder, in Gestalt seiner Frau, die uns – nun auf Englisch – besorgt darauf aufmerksam machte, dass wir besser hereinkommen sollten. Ein Gewitter ziehe auf: „in one minute“, meinte sie dringend. Dan war gar nicht beunruhigt und wertete den vergänglichen Moment auf: “But this minute is important.”